# اللواء 123 مشاة (اليمن)
اللواء 123 مشاة هو لواء مشاة يمني يتبع القوات البرية اليمنية يتمركز في محافظة المهرة، ويتبع عمليات المنطقة العسكرية الثانية.

## القادة
| م | القائد                   | بداية | نهاية | المدة |
| - | ------------------------ | ----- | ----- | ----- |
| 1 | اللواء عبدالله منصور علي | 1990  | 2021  |       |
| 2 |                          |       |       |       |